# Караконирський сільський округ
Каракони́рський сільський округ (каз. Қарақоныр ауылдық округі, рос. Караконырский сельский округ) — адміністративна одиниця у складі Отирарського району Туркестанської області Казахстану. Адміністративний центр — село Шамші Калдаякова.
Населення — 2835 осіб (2021; 3429 у 2009, 3539 у 1999, 3294 у 1989).
Станом на 1989 рік існувала Караконирська сільська рада (села Актобе, Арись, Бесторангил, Ільїч, Караконир, Сирдар'я, селища Караконир, Костуїн). Пізніше село Актобе утворило окремий Актюбинський сільський округ.

## Склад
До складу округу входять такі населені пункти:
| Населений пункт        | Колишні назви | Населення, осіб (1989) | Населення, осіб (1999) | Населення, осіб (2009) | Населення, осіб (2021) |
| ---------------------- | ------------- | ---------------------- | ---------------------- | ---------------------- | ---------------------- |
| Арись, село            | -             | 408                    | 405                    | 386                    | 269                    |
| Бесторангил, село      | -             | 53                     | -                      | -                      | -                      |
| Бесторангил, село      | Ільїч         | 344                    | 188                    | 208                    | 164                    |
| Караконир, село        | -             | 107                    | 169                    | 232                    | 225                    |
| Костуїн, село          | -             | 156                    | 211                    | 213                    | 132                    |
| Сирдар'я, село         | -             | 390                    | 319                    | 342                    | 323                    |
| Шамші Калдаякова, село | Караконир     | 1836                   | 2247                   | 2048                   | 1722                   |